# Ковпачка скрученоплода
Ковпачка скрученоплода (Encalypta streptocarpa) — вид мохів порядку ковпачкальних (Encalyptales).

## Поширення
Батьківщиною є Європа, Північна Америка, Азія.
Поширений у вапнякових горах, але рідше в інших місцях. Росте в основному в тінистих, але також світлих, але свіжих до вологих місцях на вапняному або лужному ґрунті в гірських лісах: на скелях, ґрунті, на насипах доріг і стінах.

## Характеристика
Мох до 4 см заввишки, від жовтувато-зеленого до коричнево-зеленого кольору. Пряме листя від язикоподібної до лопатчатої форми, дещо хвилясте, яке стоїть вертикально у вологому стані, має форму капюшона або тупо заокруглене на кінчику. У сухому вигляді листя сильно викривляються і скручуються. Сильна листкова жилка закінчується на кінчику листка або безпосередньо перед ним. Спорофіти частіше утворюються в горах, але в інших випадках рідко. Спорову коробочку несе червона ніжка завдовжки від 1 до 2 сантиметрів. Спори зеленуваті, майже гладкі, більш-менш округлі, розміром від 9 до 16 мкм.